# Alergia a los mariscos
La alergia a los mariscos es una de las alergias alimentarias más frecuentes. «Marisco» es un término coloquial para referirse a los invertebrados acuáticos utilizados como alimento, entre los que se incluyen diversas especies de moluscos como almejas, mejillones, ostras y vieiras, crustáceos como camarones, langostas y cangrejos, y cefalópodos como calamares y pulpos. Sin embargo, científicamente estos grupos pertenecen a filos completamente distintos y algunos a clados diferentes. Las almejas, los mejillones, las ostras y las vieiras pertenecen al filo Mollusca y a la clase Bivalvia, mientras que los calamares y los pulpos pertenecen a la clase Cephalopoda. Los crustáceos pertenecen al filo Arthropoda y a la clase Crustacea. Su química es diferente y para comprender los mecanismos subyacentes de las distintas alergias a estos animales es necesario entender la diversidad de las distintas proteínas que contienen y conocer su nombre científico y clasificación. La alergia a los mariscos es una hipersensibilidad inmunológica a las proteínas que se encuentran en los mariscos. Los síntomas pueden aparecer de forma rápida o gradual. Estos últimos pueden tardar de horas a días en aparecer. Los primeros pueden incluir anafilaxia, una afección potencialmente mortal que requiere tratamiento con epinefrina. Otras presentaciones pueden incluir dermatitis atópica o inflamación del esófago. Los mariscos son uno de los ocho alérgenos alimentarios comunes, responsable del 90% de las reacciones alérgicas a alimentos: leche de vaca, huevos, trigo, marisco, cacahuetes, frutos secos, pescado y soja.
A diferencia de las reacciones alérgicas a la leche y los huevos en la primera infancia, que suelen disminuir a medida que los niños crecen, la alergia a los mariscos tiende a aparecer por primera vez en niños en edad escolar y mayores, y persiste en la edad adulta. Los principales factores predictivos de la persistencia en la edad adulta son la anafilaxia, un nivel elevado de inmunoglobulina E (IgE) sérica específica de los mariscos y una respuesta fuerte a la prueba de punción cutánea. La aparición en la edad adulta de la alergia a los mariscos es frecuente en los trabajadores de la industria de captura y procesamiento de marisco.

## Signos y síntomas
Los síntomas de la alergia alimentaria suelen aparecer minutos después de la exposición, pero pueden demorarse hasta horas dependiendo de la naturaleza de la respuesta del sistema inmunitario. Los síntomas pueden incluir erupción cutánea, urticaria, picor en la boca, labios, lengua, garganta, ojos, piel u otras zonas, hinchazón de labios, lengua, párpados o toda la cara, dificultad para tragar, secreción o congestión nasal, voz ronca, respiración sibilante, dificultad para respirar, diarrea, dolor abdominal, aturdimiento, desmayo, náuseas o vómitos. Los síntomas de las alergias varían de una persona a otra y pueden variar de un incidente a otro. El peligro grave en relación con las alergias puede comenzar cuando se ven afectadas las vías respiratorias o la circulación sanguínea. Lo primero puede indicarse por sibilancias, obstrucción de las vías respiratorias y cianosis, y lo segundo por pulso débil, piel pálida y desmayos. Cuando se producen estos síntomas, la reacción alérgica se denomina anafilaxia. La anafilaxia se produce cuando están implicados los anticuerpos IgE, y las zonas del cuerpo que no están en contacto directo con el alimento se ven afectadas y muestran síntomas graves. Si no se trata, esto puede proceder a una vasodilatación, una situación de presión arterial baja denominada shock anafiláctico.

## Causas

### Ingesta de mariscos
La causa suele ser la ingestión de mariscos o alimentos que lo contienen. Los tipos de mariscos que causan alergia clínica son, en incidencia decreciente
- Camarones
- Cangrejo
- Langosta
- Almeja
- Ostra
- Mejillón[11]

Una vez que se ha producido una reacción alérgica, suele ser una sensibilidad de por vida. El sistema inmunitario reacciona de forma exagerada a las proteínas que se encuentran en el marisco, sobre todo a la tropomiosina, pero a menudo a otras proteínas, como la arginina quinasa, la cadena ligera de miosina y la proteína de unión al calcio sarcoplásmico. La reacción alérgica al pescado es a una proteína diferente, la parvalbúmina; no existe reactividad cruzada entre la alergia al pescado y a los mariscos.

### Contacto cruzado
El contacto cruzado, también conocido como contaminación cruzada, se produce cuando los alimentos se procesan en fábricas o mercados de alimentos, o se preparan para cocinar en restaurantes y cocinas domésticas. Las proteínas alergénicas se transfieren de un alimento a otro.

### Parásitos de los mariscos
El parásito transmitido por los alimentos Anisakis es un género de nematodos que se sabe que está presente en los calamares. Los Anisakis son directamente infecciosos para los humanos siempre que los calamares infectados (o los peces marinos) se consuman crudos o ligeramente procesados, causando una afección denominada anisakiasis. Los síntomas derivados del consumo de nematodos vivos incluyen dolor abdominal intenso, náuseas y vómitos. Además, puede producirse una reacción alérgica a las proteínas del Anisakis, incluso si el alimento en cuestión se congeló o cocinó antes de ser consumido, matando a los nematodos, ya que algunas de las proteínas de los nematodos son resistentes al frío y al calor. Las reacciones alérgicas pueden incluir urticaria, asma y verdaderas reacciones anafilácticas.

### Exposición profesional
Un estudio de la industria realizado en 1990 estimó que 28,5 millones de personas en todo el mundo trabajaban en algún aspecto de la industria del marisco: pesca, acuicultura, procesado y cocina industrial. Los hombres predominan en la pesca, y las mujeres en las instalaciones de procesado. La exposición a las proteínas alergénicas de los mariscos incluye la inhalación de aerosoles húmedos procedentes de la manipulación de mariscos frescos, y el contacto dérmico a través de roturas y cortes en la piel. La prevalencia del asma inducida por los mariscos en adultos oscila entre el 7% y el 36% (más alta en el caso de los crustáceos y más baja en el de los peces óseos). La prevalencia de las reacciones alérgicas cutáneas, a menudo caracterizadas por erupciones con picor (urticaria), oscila entre el 3% y el 11%. Las consecuencias para la salud inducidas por los mariscos se deben principalmente a que la proteína tropomiosina provoca una respuesta del sistema inmunitario mediada por IgE.

### Reactividad cruzada con otros mariscos
La tropomiosina, el principal alérgeno de la alergia a los mariscos, también se encuentra en los ácaros del polvo y las cucarachas. Se cree que la exposición a las tropomiosinas inhaladas de los ácaros del polvo es el principal sensibilizador de la alergia a los mariscos, un ejemplo de reactividad cruzada entre inhalantes y alimentos. Los estudios epidemiológicos han confirmado la correlación entre la sensibilización a los mariscos y a los ácaros del polvo. Una confirmación adicional se observó en judíos ortodoxos sin antecedentes de consumo de mariscos, en los que las pruebas cutáneas que confirmaban la alergia a los ácaros del polvo también daban positivo para la tropomiosina de los mariscos. Además de la tropomiosina, la arginina cinasa y la hemocianina parecen desempeñar un papel en la reactividad cruzada a los ácaros del polvo.

### Ejercicio como factor contribuyente
El ejercicio puede ser un factor que contribuya a una respuesta alérgica alimentaria. Existe una afección denominada anafilaxia inducida por el ejercicio y dependiente de los alimentos. Para las personas que la padecen, el ejercicio por sí solo no es suficiente, como tampoco lo es el consumo de un alimento al que son ligeramente alérgicas, pero cuando el alimento en cuestión se consume pocas horas antes de un ejercicio de alta intensidad, el resultado puede ser la anafilaxia. Los mariscos se menciona específicamente como alimento causante. Una teoría es que el ejercicio estimula la liberación de mediadores como la histamina de los mastocitos activados por IgE. Dos de las revisiones postulan que el ejercicio no es esencial para el desarrollo de los síntomas, sino que es uno de varios factores de aumento, citando pruebas de que el alimento culpable en combinación con alcohol o aspirina dará lugar a una reacción anafiláctica respiratoria.

## Mecanismos

### Respuesta alérgica
Las afecciones causadas por las alergias alimentarias se clasifican en tres grupos según el mecanismo de la respuesta alérgica:
1. Mediada por IgE (clásica) - el tipo más común, que manifiesta cambios agudos que se producen poco después de comer y pueden progresar a anafilaxia
2. No mediada por IgE: se caracteriza por una respuesta inmunitaria en la que no interviene la inmunoglobulina E; puede producirse horas o días después de comer, lo que complica el diagnóstico.
3. Mediada por IgE y no IgE - un híbrido de los dos tipos anteriores

Las reacciones alérgicas son respuestas hiperactivas del sistema inmunitario a sustancias generalmente inocuas, como las proteínas de los alimentos. No está del todo claro por qué algunas proteínas desencadenan reacciones alérgicas y otras no. Una teoría sostiene que las proteínas que resisten la digestión en el estómago, por lo que llegan al intestino delgado relativamente intactas, tienen más probabilidades de ser alergénicas, pero los estudios han demostrado que la digestión puede abolir, disminuir, no tener ningún efecto o incluso aumentar la alergenicidad de los alérgenos alimentarios. El calor de la cocción degrada estructuralmente las moléculas de las proteínas, haciéndolas potencialmente menos alergénicas.
La fisiopatología de las respuestas alérgicas puede dividirse en dos periodos de tiempo: El primero es una respuesta aguda que se produce minutos después de la exposición a un alérgeno. Esta fase puede remitir o progresar a una «reacción de fase tardía» que puede prolongar considerablemente los síntomas de una respuesta y provocar más daños en los tejidos horas después. En las primeras fases de la reacción alérgica aguda, los linfocitos previamente sensibilizados a una proteína o fracción proteica específica reaccionan produciendo rápidamente un tipo concreto de anticuerpo conocido como IgE secretada (sIgE), que circula por la sangre y se une a receptores específicos de IgE en la superficie de otros tipos de células inmunitarias denominadas mastocitos y basófilos. Ambos están implicados en la respuesta inflamatoria aguda. Los mastocitos y basófilos activados experimentan un proceso denominado desgranulación, durante el cual liberan histamina y otros mediadores químicos inflamatorios denominados (citocinas, interleucinas, leucotrienos y prostaglandinas) en el tejido circundante que provocan varios efectos sistémicos, como vasodilatación, secreción mucosa, estimulación nerviosa y contracción del músculo liso. Dependiendo de la persona, el alérgeno y el modo de introducción, los síntomas pueden afectar a todo el sistema (anafilaxia clásica) o localizarse en determinados sistemas corporales; el asma se localiza en el sistema respiratorio, mientras que la urticaria y el eccema se localizan en la piel. Además de reaccionar al consumo oral, las reacciones cutáneas y asmáticas pueden desencadenarse por inhalación o contacto si hay abrasiones o cortes en la piel.

Reacción alérgica urticaria en el brazo.

Tras la desaparición de los mediadores químicos de la respuesta aguda, a menudo pueden producirse respuestas de fase tardía debido a la migración de otros glóbulos blancos como neutrófilos, linfocitos, eosinófilos y macrófagos a los lugares de la reacción inicial. Esto usualmente se ve después de 2-24 horas de la reacción inicial. Las citocinas de los mastocitos también pueden desempeñar un papel en la persistencia de los efectos a largo plazo. Las respuestas de fase tardía observadas en el asma son ligeramente diferentes de las observadas en otras respuestas alérgicas, aunque siguen estando provocadas por la liberación de mediadores de los eosinófilos.
Además de las respuestas mediadas por IgE, la alergia a los mariscos puede manifestarse como dermatitis atópica, especialmente en bebés y niños pequeños. Algunos presentan ambas, de modo que un niño puede reaccionar a una provocación alimentaria oral con síntomas alérgicos, seguidos uno o dos días después de un brote de dermatitis atópica y/o síntomas gastrointestinales, incluida la alérgica esofagitis eosinofílica.

### Proteínas alergénicas del marisco
Varias proteínas del marisco están claramente implicadas en reacciones alergénicas o se sospecha que lo están. La tropomiosina, la arginina quinasa, la cadena ligera de miosina y la proteína de unión al calcio sarcoplásmico están ampliamente presentes en todas las especies de moluscos.La troponina, la actina, la triosa fosfato isomerasa y la hemocianina también se han identificado como proteínas alergénicas. En una revisión de 2016, solo tres (tropomiosina, arginina quinasa y proteína de unión al calcio sarcoplásmico) estaban disponibles para pruebas cutáneas de diagnóstico rutinarias. Los mariscos no manifiestan las proteínas β-parvalbúmina (presente en peces óseos) o α-parvalbúmina (presente en peces cartilaginosos como tiburones y rayas), por lo que no existe reactividad cruzada de la alergia a los mariscos con la alergia al pescado.

## Diagnóstico
El diagnóstico de la alergia a los mariscos se basa en los antecedentes de reacciones alérgicas de la persona, la prueba de punción cutánea y la medición de la inmunoglobulina E (IgE o sIgE) sérica específica del marisco. La confirmación se realiza mediante pruebas alimentarias doble ciego controladas con placebo. La alergia a los mariscos autodeclarada no suele confirmarse mediante pruebas alimentarias.

## Prevención
Las revisiones de los alérgenos alimentarios en general afirman que la introducción de alimentos sólidos a los 4-6 meses puede dar lugar a los riesgos de alergia posteriores más bajos para el eccema, la rinitis alérgica y las reacciones más graves. Las pruebas son mejores para los cacahuetes, los huevos y la leche. La bibliografía es escasa para las consecuencias de la introducción temprana del marisco.

## Tratamiento

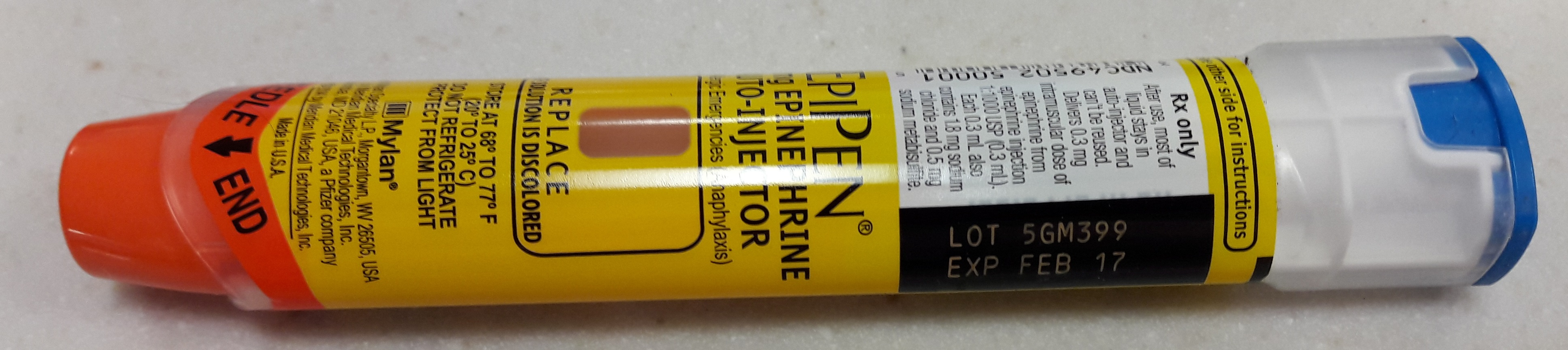
Los autoinyectores de epinefrina son dispositivos portátiles que dispensan una sola dosis de epinefrina y se utilizan para tratar la anafilaxia.

El tratamiento de la ingestión accidental de productos marisqueros por personas alérgicas varía en función de la sensibilidad de la persona. Puede recetarse un antihistamínico como la difenhidramina. A veces se prescribe prednisona para prevenir una posible reacción de hipersensibilidad de tipo I en fase tardía. Las reacciones alérgicas graves (anafalaxia) pueden requerir tratamiento con una pluma de epinefrina, que es un dispositivo de inyección diseñado para ser utilizado por un profesional no sanitario cuando se justifica un tratamiento de emergencia. A diferencia de la alergia al huevo, para la que se está investigando activamente la inmunoterapia oral (IOT) para desensibilizar a las personas a los alérgenos del huevo, las revisiones mencionan que no hay ensayos clínicos publicados que evalúen la inmunoterapia oral para la alergia a los mariscos.

## Pronóstico
A diferencia de las alergias a la leche y al huevo, la alergia a los mariscos suele persistir en la edad adulta.

## Epidemiología
Incidencia y prevalencia son términos utilizados habitualmente para describir la epidemiología de una enfermedad. La incidencia son los casos diagnosticados recientemente, que pueden expresarse como casos nuevos al año por millón de personas. La prevalencia es el número de casos vivos, expresable como casos existentes por millón de personas durante un periodo de tiempo. En todo el mundo, la prevalencia de la alergia a los mariscos está aumentando porque el consumo de mariscos está aumentando, y entre los adultos el marisco es el alimento que más frecuentemente provoca anafilaxia. Las revisiones citan que la alergia a los mariscos autodeclarada oscila entre el 0.5 al 2.5 en la población general. La prevalencia es mayor en los países costeros del sudeste asiático, donde el consumo de mariscos es más común. La prevalencia de la alergia autodeclarada es siempre mayor que la alergia confirmada por prueba alimentaria, que según una revisión oscila entre el 0% y el 0,9% (el valor más alto en el sudeste asiático).

## Regulación
Independientemente de que la prevalencia de la alergia alimentaria aumente o no, la concienciación sobre la alergia alimentaria ha aumentado, con repercusiones en la calidad de vida de los niños, sus padres y sus cuidadores inmediatos. En Estados Unidos, la Ley sobre el Etiquetado de Alérgenos Alimentarios y Protección al Consumidor (FALCPA, por sus siglas en inglés), convertida en ley en agosto de 2004 y en vigor desde el 1 de enero de 2006, hace que se recuerde a las personas los problemas de alergia cada vez que manipulan un envase de alimentos. Aunque no están regulados por la FALCPA, los restaurantes han añadido advertencias sobre alérgenos en los menús. El Culinary Institute of America, una de las principales escuelas de formación de chefs, tiene cursos de cocina sin alérgenos y una cocina de enseñanza separada. Los sistemas escolares tienen protocolos sobre qué alimentos se pueden llevar a la escuela. A pesar de todas estas precauciones, las personas con alergias graves son conscientes de que puede producirse fácilmente una exposición accidental en casas ajenas, en la escuela o en restaurantes.

### Regulación del etiquetado

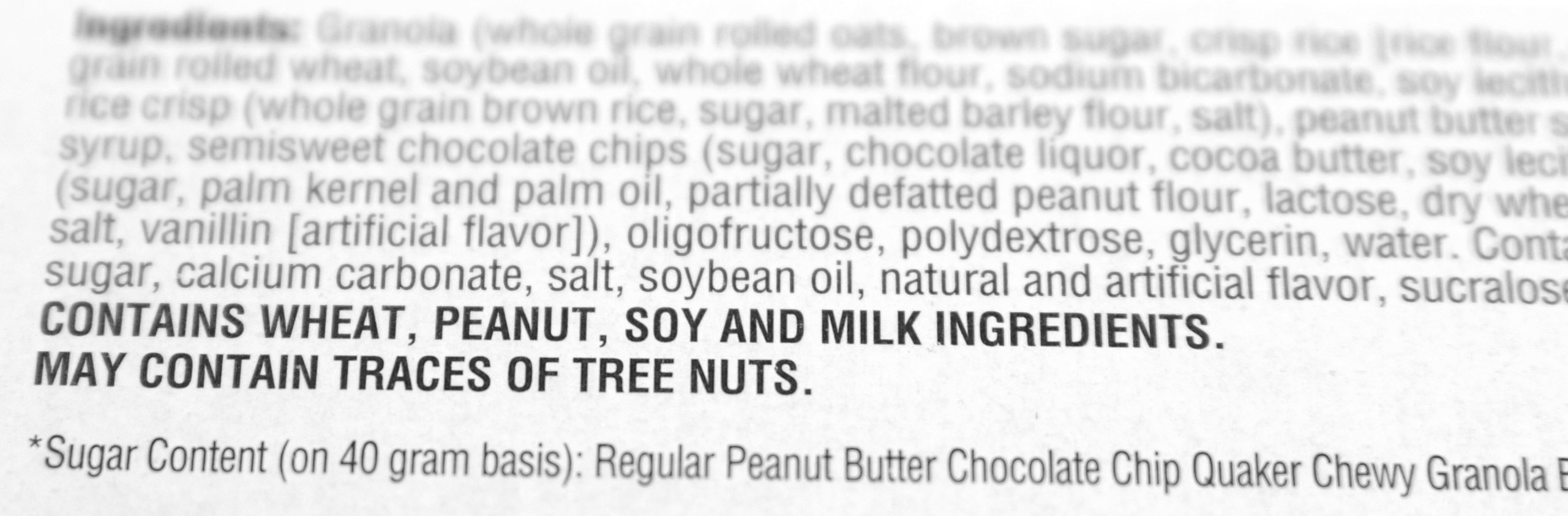
Un ejemplo de «PUEDE CONTENER TRACAS DE...» (May contain traces of...) como medio de enumerar las trazas de alérgenos en un producto alimenticio debido a la contaminación cruzada durante la fabricación.

En respuesta al riesgo que ciertos alimentos suponen para las personas con alergias alimentarias, algunos países han respondido instituyendo leyes de etiquetado que exigen que los productos alimentarios informen claramente a los consumidores si sus productos contienen alérgenos principales o subproductos de alérgenos principales entre los ingredientes añadidos intencionadamente a los alimentos. Las leyes y normativas aprobadas en EE. UU. y por la Unión Europea recomiendan el etiquetado, pero no exigen la declaración obligatoria de la presencia de trazas en el producto final como consecuencia de una contaminación cruzada no intencionada.

#### Ingredientes añadidos intencionadamente
La FALCPA exige a las empresas que indiquen en la etiqueta si un producto alimenticio envasado contiene alguno de estos ocho alérgenos alimentarios principales, añadidos intencionadamente: leche de vaca, cacahuetes, huevos, marisco, pescado, frutos secos, soja y trigo. Esta lista se originó en 1999 a partir de la Comisión del Codex Alimentarius de la Organización Mundial de la Salud. Para cumplir los requisitos de etiquetado de la FALCPA, si un ingrediente se deriva de uno de los alérgenos requeridos en la etiqueta, debe tener su «nombre de origen alimentario» entre paréntesis, por ejemplo «Caseína (leche)», o como alternativa, debe haber una declaración separada pero adyacente a la lista de ingredientes: «Contiene leche» (y cualquier otro alérgeno cuyo etiquetado sea obligatorio). La Unión Europea exige el etiquetado de estos ocho alérgenos principales, además de moluscos, apio, mostaza, altramuz, sésamo y sulfitos. En Japón, el 1 de abril de 2002 se estableció por ley un sistema de etiquetado de alimentos para cinco ingredientes alergénicos concretos (huevo, leche, trigo, trigo sarraceno y cacahuete). En 2008 se hizo obligatorio el etiquetado adicional de las gambas, el langostino y el cangrejo. Esto se aplica a los alimentos envasados, pero no a los restaurantes.